# 家鴨與野鴨的投幣式置物櫃
家鴨與野鴨的投幣式置物櫃（日語：アヒルと鴨のコインロッカー）是伊坂幸太郎的小說，2003年東京創元社出版，曾改編成電影。

## 劇情
大學生「我」搬進新公寓後，鄰居河崎邀約一起搶書店，目標是《廣辭苑》，準備送給住在隔壁的隔壁的不丹人。

## 人物
椎名
剛搬進公寓的法律系新生，在鄰居的提議下一起到書店搶《廣辭苑》。
河崎
琴美前男友，女人緣佳。曾去過不丹，看多吉不太會說日文而開始教導他。
金歷‧多吉
不丹人，琴美男朋友，來日本留學。
琴美
寵物店員工，偶然在公園內聽到寵物殺手的談話內容，因而被對方盯上。
麗子
寵物店店長，外貌出色但總是面無表情。
和久井
另一家寵物店的店長，店裡的貓被寵物殺手偷走。
江尻
寵物殺手之一。

## 電影
演員
- 椎名：濱田岳
- 河崎：瑛太
- 多吉：田村圭生
- 琴美：關惠美
- 麗子：大塚寧寧
- 神秘男子：松田龍平
- 椎名的母親：木村綠子
- 椎名的父親：柳樂健壹
- 江尻：關曉夫
- 寵物殺手：杉山英一郎、東真彌
- 椎名的同學：藤島陸八、岡田將生
- 公車司機：眞島秀和
- 書店店員：平田薰
- 警察：寺十吾、恩田括

工作人員
- 導演：中村義洋
- 原著：伊坂幸太郎
- 劇本：中村義洋、鈴木謙一
- 配樂：菊池幸夫
- 攝影：小松高志
- 照明：松岡泰彥
- 美術：林千奈
- 錄音：高野泰雄
- 剪輯：大畑英亮
- 視覺效果：橋本滿明
- 主題曲：巴布·狄倫〈隨風而逝〉
- 發行：Xanadeux